# BTRON
Business TRON (BTRON), es un sistema operativo de computador con una interfaz gráfica de usuario (GUI) construida sobre Central TRON ( CTRON ), un subproyecto del núcleo de sistema operativo de tiempo real (TRON). TRON se lanzó en Japón en 1984 como una iniciativa para crear un sistema operativo único y universal con una arquitectura abierta.
En un momento dado, BTRON tuvo la oportunidad de convertirse en un sistema operativo de escritorio popular en Japón. En 1989, la compañía japonesa Matsushita (ahora Panasonic) lanzó un PC basado en Intel, llamado PanaCAL ET, con el sistema operativo BTRON. Aunque solo tenía un procesador Intel 80286 con 2 MB de RAM, el sistema podía reproducir video en color en una ventana separada. El gobierno japonés planeaba introducir el PC de Matsushita en sus escuelas, pero la Oficina del Representante de Comercio de los Estados Unidos se opuso, alegando que el plan constituía una intervención de mercado y amenazaba a Japón con sanciones; no por casualidad, el exfuncionario de la oficina del Representante Comercial de los Estados Unidos que emitió las amenazas contra el gobierno japonés, Tom Robertson, había sido ofrecido por Microsoft a la posición muy lucrativa de ser su director de asuntos gubernamentales en sede en Tokio para Asia.
BTRON no pudo obtener una posición en el mercado de sistemas operativos de escritorio, sin embargo, otros sistemas operativos TRON siguen siendo ampliamente utilizados en dispositivos pequeños como teléfonos móviles, cámaras digitales y reproductores de CD. El mercado de sistemas operativos de escritorio está dominado por el sistema operativo Windows de Microsoft.